# Miloslav Kodým
Miloslav Kodým (1. srpna 1930 Soběslav – 25. února 2025) byl český vysokoškolský a středoškolský profesor, psycholog a vědecký pracovník.

## Životopis
Miloslav Kodým se narodil 1. srpna 1930 v jihočeském městě Soběslav, kde navštěvoval základní školu a reálné gymnázium, kterou v roce 1949 úspěšně vystudoval s vyznamenáním. Po střední škole absolvoval pedagogickou a filozofickou fakultu Univerzity Karlovy v Praze.
Po studiích několik let působil jako středoškolský profesor na střední pedagogické škole v Českých Budějovicích a následně jako vysokoškolský učitel na Pedagogické fakultě v Českých Budějovicích, kde v letech 1976 až 1979 působil jako proděkan.
Ve stejný rok odešel na Psychologický ústav ČSAV v Praze jako vědecký pracovník pověřený funkcí ředitele. O čtyři roky později byl vědeckou radou FF UK jmenován profesorem.
V letech 1967 až 1981 rovněž působil jako psycholog ve sportovních kolektivech Motor České Budějovice, reprezentační družstvo Československa ve sportovní gymnastice.
V červenci 2021 byl mezi dalšími oceněn za popularizaci fotbalu v Soběslavi.
Miloslav Kodým zemřel 25. února 2025 ve věku 94 let.